# Club Naval de Valparaíso
El Club Naval, inicialmente Círculo Naval, es un club social fundado en la ciudad de Valparaíso, Chile, el 5 de abril de 1885 por un grupo de oficiales de la Armada de ese país que sintieron la necesidad de contar con un centro en el cual expresar las inquietudes de orden científico-profesional y ser custodio de las tradiciones navales de una Armada victoriosa al término de la guerra del Pacífico, conflicto que involucró a Chile contra Perú y Bolivia.

## Historia
Finalizada la guerra del Pacífico un grupo de oficiales de la Armada de Chile se reunió para crear un centro permanente que, además de preservar el recuerdo de los gloriosos hechos recientes del conflicto que los había enfrentado a Perú y Bolivia, propendiera al desarrollo profesional, científico y cultural de los oficiales de la institución castrense. Luego de dos reuniones efectuadas el 17 de febrero y el 5 de marzo de 1885, el día 9 de marzo aprobaron los Estatutos por lo que se regirían y eligieron a su primer Directorio estableciendo como fecha oficial de la fundación del Circulo Naval el 5 de abril de 1885 y fijándose los siguientes objetivos: propender al desarrollo de los conocimientos profesionales y científicos de la Armada, editar y distribuir una publicación que se llamaría Revista de Marina y fomentar y sostener la Biblioteca de Marina.

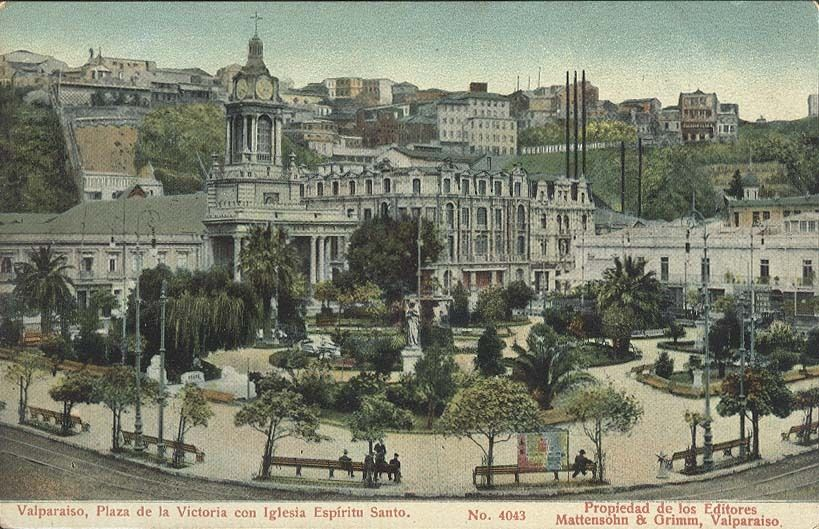
Edificio del Club Naval en 1906, como parte de una postal de la Plaza Victoria, junto a la Parroquia del Espíritu Santo.

Inicialmente y hasta el año 1906 funcionó en el segundo piso del edificio de la Comandancia General de Marina. Debido al terremoto del año 1906, que destruyó el edificio, arrendó en la calle O'Higgins un local en el que permaneció hasta el año 1918 año en que además de cambiar su nombre a Club Naval, el 4 de abril, se trasladó a su nuevo y magnífico edificio ubicado en una esquina de la plaza Victoria de Valparaíso.
Preocupación prioritaria del Directorio fue tener casa propia y es así como entre varias posibilidades adquirieron una construcción de estilo neoclásico francés que se encontraba en obra gruesa, en una de las esquinas de la Plaza Victoria de Valparaíso, en la calle Condell con el callejón Huito. La escritura de compra venta tiene fecha 1 de enero de 1917 y la solemne inauguración del edificio se efectuó el 21 de mayo de 1918.

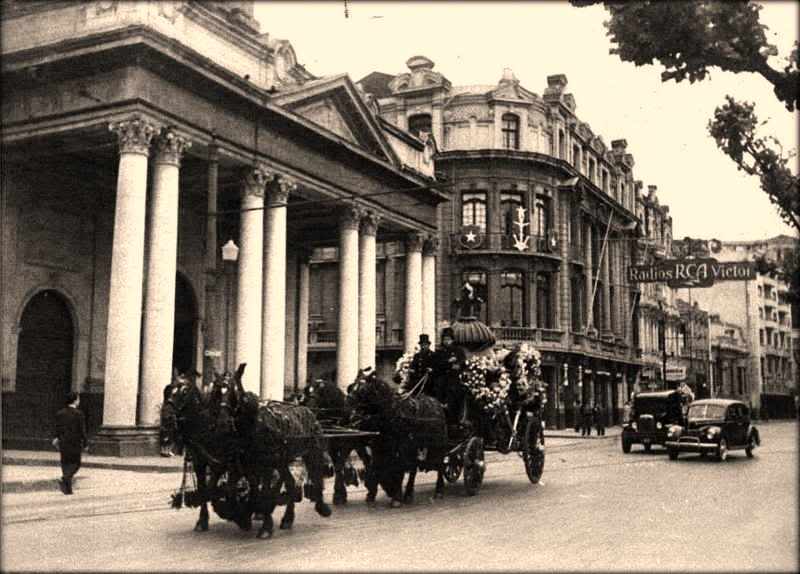
El Club Naval en 1942

A contar de esa fecha el Club Naval tomó un carácter claramente social y representativo de la oficialidad en servicio activo y en retiro, incentivando las actividades sociales y culturales y traspasando las de carácter institucional como la Revista de Marina a la Armada.
Con el transcurso de los años es depositario de un valioso patrimonio histórico cultural producto de donaciones o adquisiciones, sus salas y salones han sido bautizados con nombres de héroes, sucesos o personas destacadas de la historia naval chilena. Durante los años 2007-2008 en la calle Molina, a un costado del Club, con dos conexiones con el principal se construyó un edificio de 6 pisos con capacidad para estacionar 110 vehículos y un salón de eventos para 300 o 400 personas.

### Edificio del Club Naval y antigua residencia de Arturo Prat

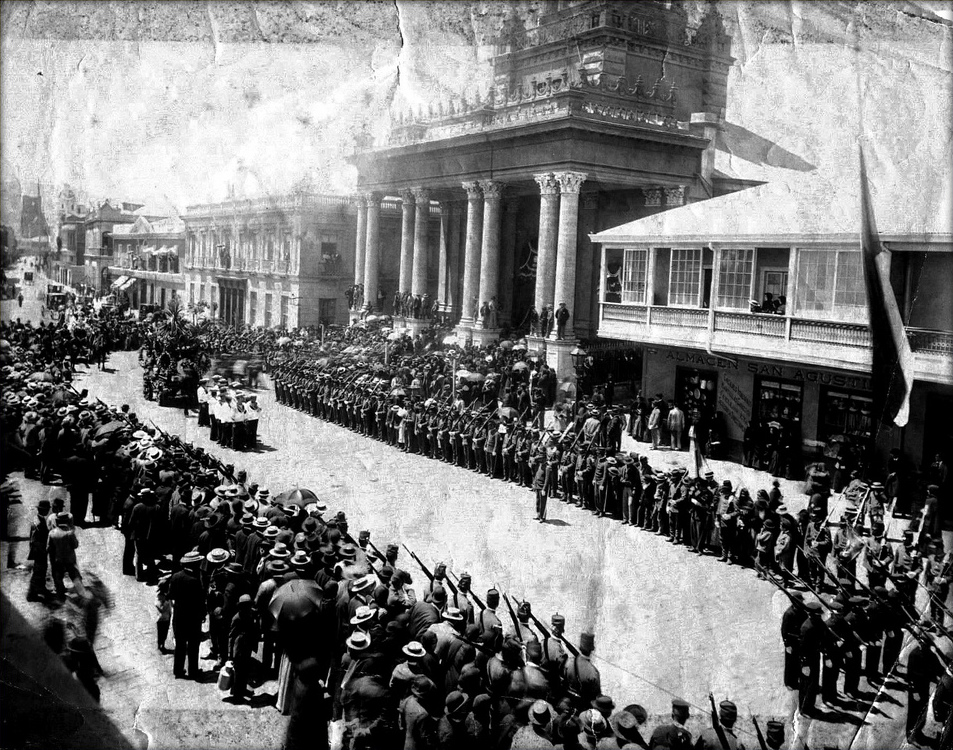
Funeral de Estado de Arturo Prat en 1888, pasando frente a la desaparecida iglesia del Espíritu Santo. La primera casa de la derecha es donde vivió Prat durante su estancia en Valparaíso, sobre cuyos terrenos actualmente se emplaza el edificio del Club Naval.

El actual edificio del Club Naval es un palacio ubicado frente al Teatro Condell, en la esquina de la Plaza Victoria donde se cruzan las calles Molina y Condell. Su obra gruesa fue mandada a hacer por Teresa Edwards en 1905, en el terreno que antes ocupaba otro edificio comprado por ella en 1900, y que había sido demolido luego de un incendio en 1903. En la primera planta de la obra, aún sin terminar, funcionaba la conocida peluquería Potin, hasta que el edificio fue vendido al Círculo Naval en 1916, y la obra fue finalmente terminada por Esteban Harrington en 1918.
El edificio original, que luego fue demolido, respondía a la arquitectura típica de Valparaíso entre los años 1820 y 1840. Tenía dos pisos, el primero utilizado como locales comerciales, y el segundo como una casa habitación con un corredor perimetral. Pertenecía a Laura Ugarte, quien lo heredó en 1867 de Juan José Ugarte y se lo arrendó a José Jesús Carvajal hacia 1874, para que en ella vivieran un tiempo después su hermana Carmela Carvajal junto al héroe naval Arturo Prat. En las mismas dependencias del edificio funcionaron también, en forma paralela, la Novela (1858-1898) y la Cuarta (1885-1903) Compañías de Bomberos de Valparaíso.

## Servicios
El Club ofrece servicios de restauración y té, pastelería, bar y repostería. Tiene sala de lectura con servicio de Internet, libros, diarios y revistas de actualidad. En los salones se cuenta con internet, y ofrece servicio de peluquería, sastrería y de estacionamiento y variedad de souvenirs.

## Socios
Existen cuatro clases de socios: activos, contribuyentes, honorarios y ex officio.